# Asahel C. Kendrick

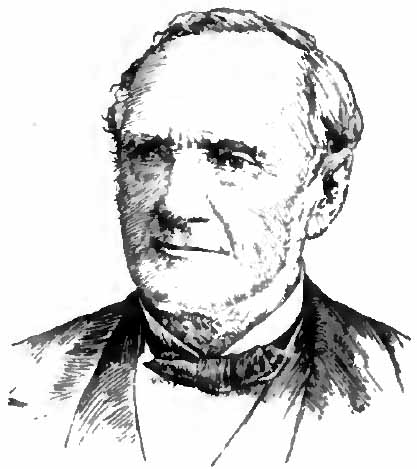
Asahel C. Kendrick (um 1892)

Asahel Clark Kendrick (* 1. Dezember 1809 in Poultney, Vermont; † 21. Oktober 1895 in Rochester, New York) war ein US-amerikanischer Klassischer Philologe und Autor. Er lehrte als Professor an der Hamilton Literary and Theological Institution (1831–1850) und an der University of Rochester (1850–1888).

## Leben
Asahel C. Kendrick, der Sohn des Baptistenpredigers Clark Kendrick und seiner Frau Esther Thompson Kendrick, studierte Philologie und Theologie am Hamilton College, wo er 1831 den Bachelorgrad (A. B.) erlangte. Anschließend lehrte er als Professor der alten und modernen Fremdsprachen an der Hamilton Literary and Theological Institution. 1850 verließ er die Institution und ging mit anderen gleichgesinnten Dozenten und Studenten nach Rochester, wo er als Professor der Griechischen Sprache und Literatur sowie Leiter der Abteilung für Klassische Philologie an der neugegründeten University of Rochester wirkte. Im Jahr 1852 reiste er nach Griechenland und studierte einige Monate an der Universität Athen.
An der University of Rochester verbrachte Kendrick seine gesamte weitere Laufbahn. Er vertrat den Präsidenten der Universität in den Jahren 1863 und 1877/78 und den Lehrstuhl für Bibelstudien und Neues Testament von 1865 bis 1868 sowie 1875 bis 1877. 1866 wurde er in die American Academy of Arts and Sciences gewählt. Obwohl seine Hauptaufgabe die griechische Sprachlehre war, vertrat Kendrick eine Vielzahl von Disziplinen in Forschung und Lehre. Auch als Wissenschaftsorganisator tat er sich hervor, beispielsweise als Präsident der American Philological Association im Jahr 1872/73 und als Mitglied einer Kommission zur Revision des Amerikanischen Neuen Testaments von 1872 bis 1880.
Erst im Alter von 78 Jahren (1888) legte Kendrick sein Lehramt nieder. Den Vorsitz der Abteilung für Klassische Philologie behielt er jedoch bis zu seinem Tode.

## Wissenschaftliches Werk
Kendrick ist vor allem als Verfasser von Lehrbüchern und als Kommentator zum Neuen Testament hervorgetreten. Er veröffentlichte 1841 eine Einführung in die griechische Sprache und 1847 ein Griechischlehrbuch für Kinder. Außerdem gab er Textsammlungen deutscher und griechischer Schriftsteller für den akademischen Unterricht und das Selbststudium heraus.
Sein wichtigster Beitrag zur Erforschung des Neuen Testaments war die Übersetzung von Hermann Olshausens grundlegendem Werk Biblischer Commentar über sämtliche Schriften des Neuen Testaments, die 1856–1858 in sechs Bänden erschien.
Darüber hinaus war Kendrick als Festredner und Verfasser geistlicher Denkschriften bekannt. Eine Auswahl seiner Essays erschien 1894 unter dem Titel The Moral Conflict of Humanity and Other Papers.

## Schriften (Auswahl)
- An Introduction to the Greek Language. Utica/New York 1841
- The Child’s Book in Greek. Hamilton/New York 1847
- Echoes, or Leisure Hours with the German Poets. Rochester/New York 1855
- Biblical Commentary on the New Testament. 6 Bände, New York 1856–1858
- The Life and Letters of Mrs. Emily C. Judson. New York/Boston 1860
- Our Poetical Favorites. 3 Bände, New York 1871–1881
- The First Four Books of the Anabasis of Xenophon. New York 1873
- The Moral Conflict of Humanity and Other Papers. Philadelphia 1894
- Martin B. Anderson. Philadelphia 1895